# Curicica
Curicica és un barri de la Zona Oest del municipi de Rio de Janeiro. Limita amb els barris de Jacarepaguá, Barra da Tijuca, Camorim i Taquara.
En el barri, està localitzada l'escola de samba GRES União do Parque Curicica, que representa Curicica en el carnaval carioca.
És el barri on estan localitzats part dels Estudis Globo, el condomini Cidade Jardim, i la TransOlímpica.
El barri va ser àmpliament citat en la novel·la Totalmente Demais (telenovel·la) de la Rede Globo sent lloc de residència de diversos personatges el 2016 i també va ser citada de forma humorística com a "Avinguda Curicica" en el programa As Aventuras do Didi de Renato Aragão.
Curicica va ser veïna dels Jocs Olímpics d'Estiu de 2016 i dels Jocs Paralímpics d'estiu de 2016 de Barra da Tijuca i és veïna del Parque Olímpico do Rio de Janeiro.
El seu IDH, l'any 2000, era de 0,828, el 71 millor del municipi de Rio. És actualment, un barri de majoria de classe mitja i classe baixa. També hi ha discussions dels límits de Curicica per veure si el Condomini Rio 2 forma part de Curicica o de Barra da Tijuca i també la si el Parc Olímpic de Rio forma part de Curicica, Barra da Tijuca o Jacarepaguá.

## Topònim
"Curicica" és una paraula original de la Llengua tupí, on significa "arribada del pi", per la unió dels termes curi ("pinheiro") i syk ("arribada").

## Història
Curicica va designar l'antiga carretera de Jacarepaguá que donava accés a baixada fronterera al Morro Dos Irmãos per la carretera de Guaratiba (actual Carretera dos Bandeirantes).
Existeix una referència a la regió actual de Curicica en un requeriment fet per Gonçalo Correia de Sá al voltant de l'any 1622 a Francisco Fajardo, el llavors governador de Rio. Hi és possible llegir: "(...) començant del dit riu on hi ha l'enginy al que sigui de terra fins a la serra de la Curicica, que són dos morros dividits un damunt de l'altre (...)". Es creu que aquesta és una referència al Morro Dos Irmãos.
A l'àrea hi havien enginys sucrers, la urbanització dels quals es va fer en 1957, començant amb el gran Parque Curicica, propietat de la Companyia Immobiliària Curicica Limitada.
El barri destaca per la instal·lació de la ciutat cinematogràfica de la Central Globo de producció de la Rede Globo, coneguda com a Projac.